# إبراهيم حنيطر
إبراهيم محمد أنور حنيطر (26 أغسطس 1948 - 5 مايو 2023) فنان تشكيلي مصري.

## حياته
ولد في 26 أغسطس من العام 1948. تخرج من كلية الفنون الجميلة بالقاهرة في العام 1973. له العديد من المعارض الخاصة كمعرض شباب الحب والحرب ومعرض تشكيلة، بالإضافة إلى مشاركته في العديد من المعارض الجماعية، كما أسس معرض الإبداعات التشكيلية الموجهة للطفل والذي أقيم بمتحف الفنون الحديثة بدار الأوبرا المصرية عام 2006 واختير قومسيوراً عاماً للمشاركة المصرية بمهرجان جابروفو في بلغاريا للعام 2007.